# Grassen (sommet)
Pour les articles homonymes, voir Grassen.
Le Grassen est un sommet des Alpes uranaises en Suisse.

## Généralités
Le Grassen culmine à 2 945 m d'altitude dans le centre de la Suisse, au sein des Alpes uranaises,. Le Titlis en est distant d'environ 1,2 km vers le nord-ouest.
Administrativement, le Grassen forme un tripoint entre les frontières des cantons de Berne (à l'ouest), Obwald (au nord) et Uri (à l'est). Il est situé sur les communes d'Innertkirchen dans le canton de Berne, d'Engelberg dans celui d'Obwald et de Wassen dans celui d'Uri.